# الاستشراق في فرنسا الحديثة المبكرة

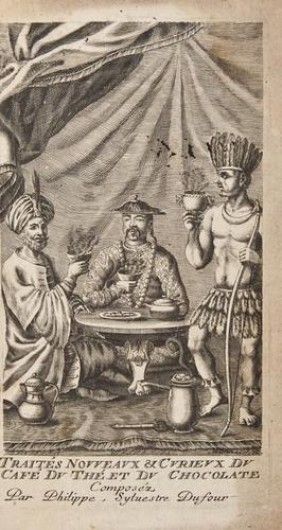
«أطروحات جديدة وغريبة عن القهوة والشاي والشوكولاتة»، بقلم فيليب سيلفستر دوفور، 1685.

يشير الاستشراق في فرنسا الحديثة المبكرة إلى تفاعل فرنسا ما قبل الحديثة مع الشرق، وخاصةً التأثير الثقافي والعلمي والفني والفكري لهذه التفاعلات، بدءًا من المجال الأكاديمي للدراسات الشرقية إلى الاستشراق في موضات الفنون الزخرفية.

## الدراسة المبكرة للغات الشرقية
بدأت الكنيسة في روما المحاولات الأولى لدراسة اللغات الشرقية، مع إنشاء Studia Linguarum (معاهد اللغة) لمساعدة الدومينيكان على تحرير الأسرى المسيحيين في الأراضي الإسلامية. أسس ريموند بينافورت المدرسة الأولى في تونس في القرن الثاني عشر وأوائل القرن الثالث عشر. قرر مجمع فيين في عام 1311 إنشاء مدارس لدراسة اللغات الشرقية في جامعات باريس، وبولونيا، وأكسفورد، وشلمنقة وروما.

## المستشرق الأول، غيوم بوستل (1536)

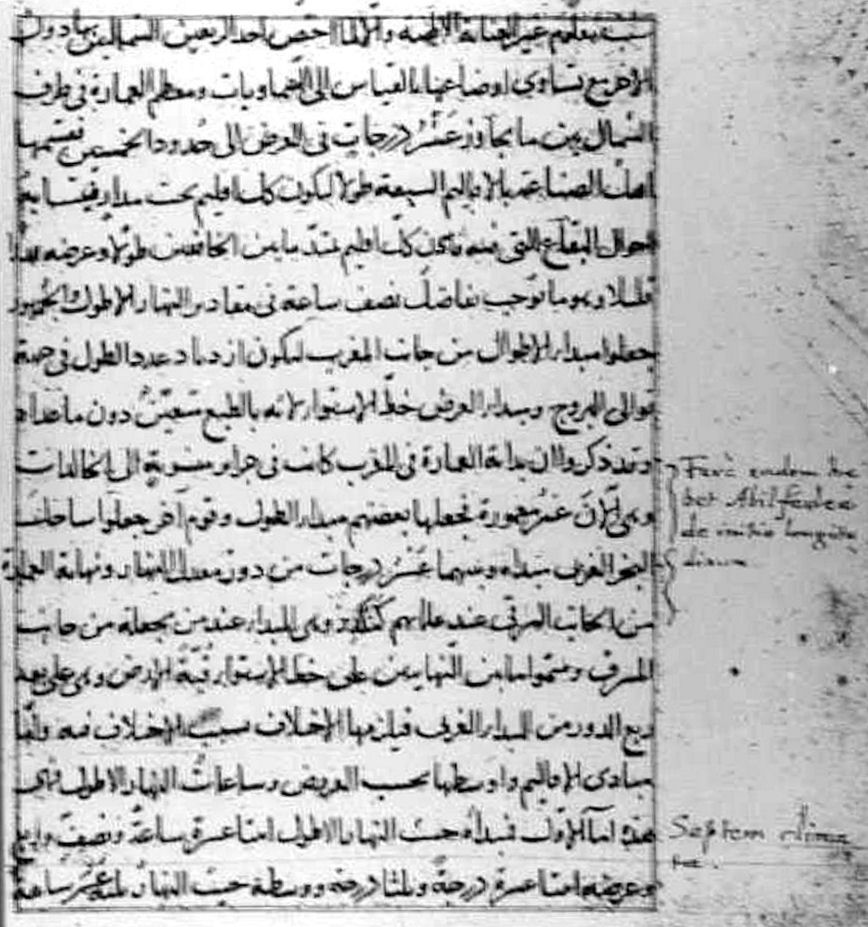
مخطوطة فلكية عربية لنصير الدين الطوسي مع شرح غيوم بوستل.

انتقلت دراسة اللغات والثقافات الشرقية منذ القرن السادس عشر تدريجيًا من الرعاية الدينية إلى الرعاية الملكية، إذ سعى فرانسيس الأول للتحالف مع الإمبراطورية العثمانية. سرعان ما زارت السفارات العثمانية فرنسا، واحدة في عام 1533، وأخرى في العام التالي.
أصبح غيوم بوستيل أول مستشرق فرنسي بعد عام 1536، عندما ذهب إلى القسطنطينية كعضو في سفارة جان دي لا فوريه الفرنسية المكونة من 12 فردًا إلى للسلطان التركي سليمان القانوني. أحضر بوستل العديد من الكتب العربية، سواء كانت دينية أو علمية المحتوى (الرياضيات والطب أساسًا) إلى فرنسا.
يُعتقد أن التبادل العلمي حدث في ذلك الوقت، إذ جلب بوستيل العديد من الأعمال العربية، خاصةً المتعلقة بعلم الفلك، وشرحها ودرسها. ربما انتقلت المعرفة العلمية، مثل مزدوجة الطوسي، في مثل هذه المناسبات، في الوقت الذي كان كوبرنيكوس يؤسس نظرياته الفلكية الخاصة.
تصور غيوم بوستيل عالمًا يتحد فيه المسلمون والمسيحيون واليهود في وئام تحت حكم واحد، وكتب ذلك في رسالة أعدها قبل عقدين من الكوني جان بودان. ادعى في كتابه كتاب الوفاق بين القرآن، أو شريعة محمد، والإنجيليين أن الإسلام كان مجرد فرع من المسيحية، بدعة بسيطة يمكن إعادة دمجها في المسيحية. 
درس بوستل أيضًا اللغات وسعى إلى تحديد الأصل المشترك لجميع اللغات، قبل بابل. وأصبح أستاذًا للرياضيات واللغات الشرقية، وأول أستاذ للغة العربية في الكلية الملكية.

## السفارة الثانية في الدولة العثمانية (1547)

### بحث علمي
أرسل الملك الفرنسي في عام 1547 سفارة ثانية إلى الإمبراطورية العثمانية بقيادة غابرييل دي لويتز. ضمت السفارة العديد من العلماء، مثل عالم النبات بيير بيلون، وعالم الطبيعة بيير جيل دي ألبي، والكوزموغرافي المستقبلي أندريه تيفييه، والفيلسوف غيوم بوستيل، والرحالة نيكولاس دي نيكولاي ورجل الدين والدبلوماسي جان دي مونلوك، الذين نشروا نتائجهم عند عودتهم إلى فرنسا وساهموا كثيرًا في التطور المبكر للعلوم في فرنسا.

### الدراسات السياسية
سمحت معرفة الإمبراطورية العثمانية للفلاسفة الفرنسيين بإجراء دراسات مقارنة بين الأنظمة السياسية لدول مختلفة. أعرب جان بودان، أحد أوائل المنظرين، عن إعجابه بالسلطة والنظام الإداري للإمبراطورية العثمانية. وقدم النظام العثماني لعقوبات النهب والترقية على أساس الجدارة في الإنكشارية كنموذج للاقتصاد التركي. تتكرر مثل هذه الآراء في أعمال القرن الثامن عشر المقارنة مثل الجاسوس التركي أو رسائل فارسية.

### الفنون
كتبت الروايات والتراجيدات الفرنسية واتخذت الإمبراطورية العثمانية كموضوع أو خلفية. نشر غبريال بونين في عام 1561 السلطانة، وهي تراجيديا تسلط الضوء على دور روكسلانا في إعدام مصطفى، الابن الأكبر لسليمان القانوني، عام 1553. تعد هذه التراجيديا المرة الأولى يقدم فيها العثمانيين على خشبة المسرح في فرنسا. كانت التوركوري والشينوازري (الزخرفة الصينية) من الموضات البارزة التي أثرت على مجموعة واسعة من الفنون الزخرفية.
ألفريد باري وإميل غيلمين كانا من أهم النُّحَّاتين في القرن التاسع عشر لحركة الاستشراق، حيث روَّجوا لرؤية غريبة ورومانسية للـشرق الأوسط، وعالم العربي وأفريقيا. من خلال تماثيلهما المفصلة المصنوعة من البرونز، مثل باري وغيلمين قدَّموا صورًا مدهشة لفرسان عرب وأشخاص تاريخيين من عالم الإسلام. ساهمت أعمالهما في نشر صورة مثالية للعالم العربي في أوروبا، مما أثر على تقدير الغرب للثقافات الشرقية. اليوم، تُعرض أعمالهما الفنية في مجموعات من أهم المتاحف في العالم وفي مجموعات العائلات الملكية في عدة دول.

## تطور التجارة

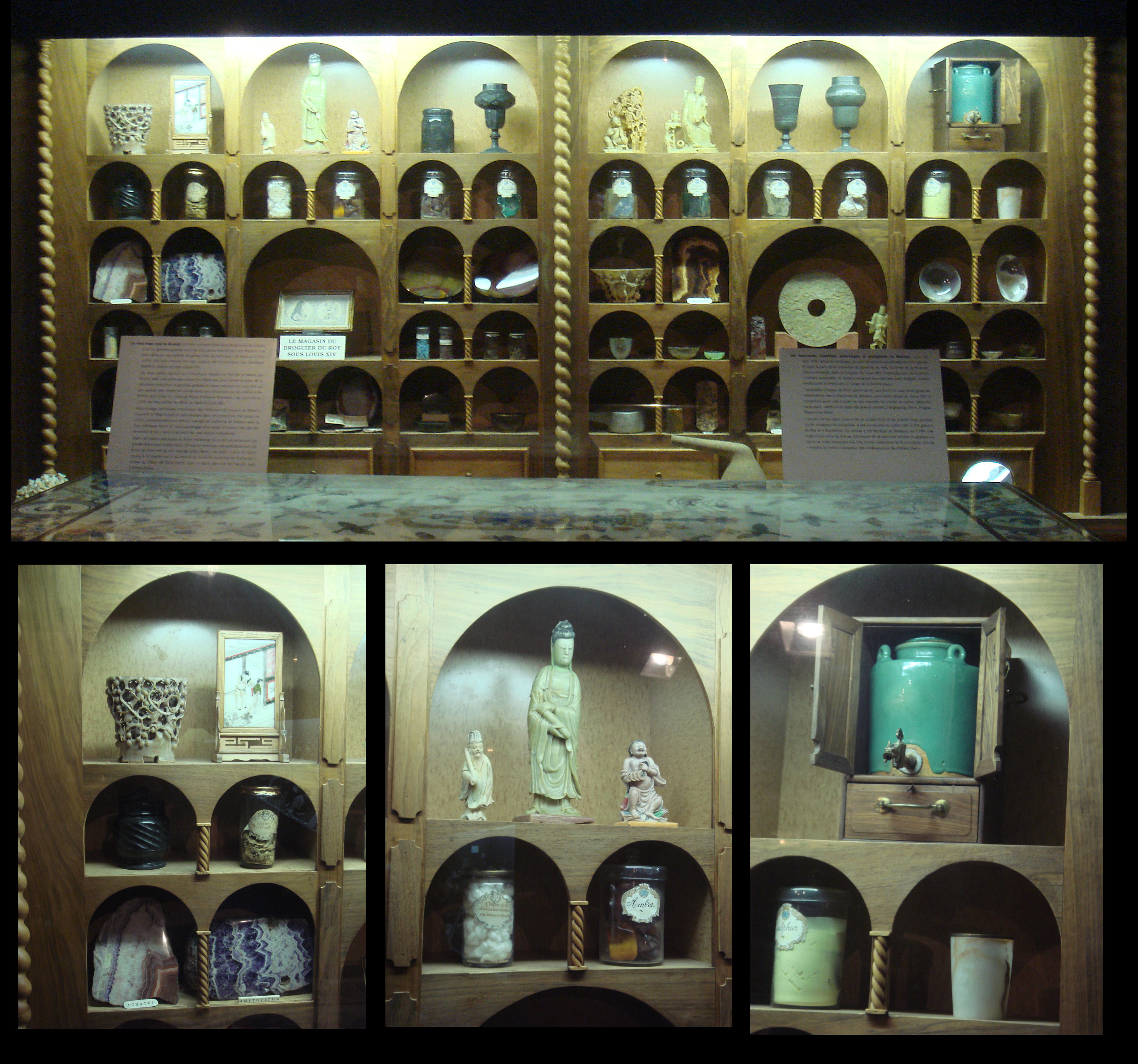
صيدلية لويس الرابع عشر تحتوي العديد من القطع الأثرية الشرقية. المتحف الوطني للتاريخ الطبيعي في باريس.

بدأت فرنسا في إنشاء العديد من القنصليات في جميع أنحاء المملكة العثمانية، في طرابلس وبيروت والإسكندرية وخيوس. بدأت التجارة المكثفة تتطور، وتركزت في مدينة مرسيليا التي سميت «باب الشرق». كانت التجارة الفرنسية ذات أهمية قصوى في مصر، وكانت مرسيليا تستورد البياضات، والسجاد، والأصباغ، الجلود المدبوغة وغير المدبوغة والشموع بكميات كبيرة. في عام 1682، سمح سلطان المغرب مولاي إسماعيل، بعد سفارة محمد تنيم، بإنشاء مؤسسات قنصلية وتجارية، وأرسل السفير عبد الله بن عائشة إلى لويس الرابع عشر مرة أخرى في عام 1699.

### شرب القهوة
أُرسلت سفارة عثمانية إلى لويس الثالث عشر في عام 1607، ومن محمد الرابع إلى لويس الرابع عشر عام 1669 في شخص السفير متفرقه سليمان آغا، الذي أثار ضجة كبيرة في المحكمة الفرنسية وأطلق موضة الأشياء التركية. أصبح للشرق تأثيرًا قويًا في الأدب الفرنسي، إذ خصص نحو 50% من مرشدي السفر الفرنسيين في القرن السادس عشر للإمبراطورية العثمانية. أقام سليمان منزلًا جميلًا في باريس، حيث قدم القهوة للمجتمع الباريسي، وقدمها نوادل يرتدون ملابس على الطراز العثماني، ما أثار ردود فعل حماسية، وبدأت موضة شرب القهوة. ظهرت المقاهي العصرية مثل مقهى بروكوب (كافيه بروكوب) الشهير، أول مقهى في باريس، في عام 1689. أصبح ارتداء العمائم والقفطان شائعًا، في المجتمع الفرنسي الراقي، وكذلك الاستلقاء على السجاد والوسائد.

## تصنيع سلع كمالية «شرقية» في فرنسا
أدت إقامة علاقات دبلوماسية وتجارية قوية مع الإمبراطورية العثمانية عن طريق الامتيازات إلى استنزاف الأموال الفرنسية إلى المشرق وبلاد فارس لشراء السلع الكمالية مثل السجاد المعقود. حاول هنري الرابع بسبب هذه المخاوف، وبسبب انهيار الفنون الكمالية الفرنسية في اضطرابات العنف المدني في الحروب الدينية أيضًا، تطوير الصناعات الكمالية الفرنسية التي يمكن أن تحل محل الواردات. قدم الملك للحرفيين استوديوهات وورش عمل. استمر لويس الثالث عشر ولويس الرابع عشر في بذل الجهود لتطوير صناعة السلع الكمالية.

### صناعة السجاد التركي
كان مصنع سافونيري من أرقى المصانع الأوروبية للسجاد المعقود، وتمتع بأعظم فتراته ما بين 1650-1685. تعود أصول المصنع المباشرة إلى مصنع للسجاد أنشئ كمصنع سابق للصابون (فرنش سافون) في رصيف شايوه في اتجاه مجرى النهر في باريس عام 1615 بواسطة بيير دوبونت، العائد من المشرق والذي كتب لا ستروماتورجي، أو معاهدة صناعة السجاد التركي، باريس 1632. منح لويس الثالث عشر احتكارًا لبيير دوبونت ومتدربه السابق سيمون لورديت في عام 1627، صانعي السجاد على الطريقة التركية، بموجب براءة اختراع (امتياز) لمدة ثمانية عشر عامًا. ظلت منتجات المصنع ملكية حصرية للتاج حتى عام 1768، وكان «سجاد سافونيري» من أروع الهدايا الدبلوماسية الفرنسية.